# Comuna Kinski Rozdorî, Polohî
Kinski Rozdorî (în ucraineană Кінські Роздори) este o comună în raionul Polohî, regiunea Zaporijjea, Ucraina, formată din satele Kinski Rozdorî (reședința) și Lozove.

## Demografie
Componența lingvistică a comunei Kinski Rozdorî
     Ucraineană (96,93%)
     Rusă (2,69%)
     Alte limbi (0,18%)
Conform recensământului din 2001, majoritatea populației comunei Kinski Rozdorî era vorbitoare de ucraineană (96,93%), existând în minoritate și vorbitori de rusă (2,69%).